# Badge

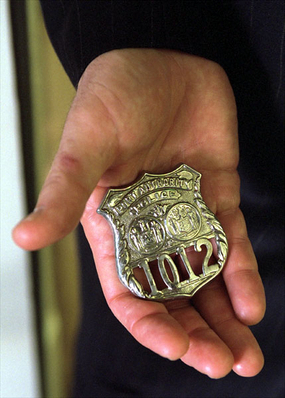
Eine amerikanische Dienstmarke

Der oder das Badge (deutsch in der Heraldik Bilddevise, ansonsten (Dienst-)Abzeichen oder auch Erkennungsmarke, kurz Marke) ist eine englische Bezeichnung für verschiedene historische und gegenwärtige Abzeichen.

## Heraldik
In der Heraldik ist ein Badge oder Cognizance (Abzeichen) eine gegenständliche Darstellung, mit der zunächst englische Adelsgeschlechter Urkunden, Gebäude oder andere Gegenstände versehen haben, um sie als zugehörig zu kennzeichnen, also gewissermaßen eine Marke. Später übernahmen Adelsgeschlechter in ganz Europa diese Gepflogenheit.

### Beispiele

#### Englisch
Beispiele aus dem Bereich der englischen Heraldik:
- drei Straußenfedern in einfacher Krone mit der Devise „ICH DIEN“ für den Prince of Wales
- die schottische Distel
- das irische Kleeblatt
- das Fallgatter von Westminster
- offenes Buch mit 7 Siegeln in drei Kronen mit umlaufendem Gürtel für die Universität Oxford

Badge des britischen Königshauses Windsor
Badge des Prince of Wales
Logo der Universität Oxford

#### Burgundisch und Französisch
Beispiele aus dem Bereich der burgundischen und französischen Heraldik:
- Das Stachelschwein für Ludwig XII., als Ausdruck seiner Devise „qui s'y frotte s'y pique – wer sich daran reibt, sticht sich“[3]
- Der Salamander, Feuer speiend, im und vom Feuer lebend, Verkörperung des Mottos „Ich ernähre mich davon und ich lösche es aus“ (lat. Nutrisco et extinguo, frz. Je m’en nourris et je l’éteins) für Franz I., besonders zu finden im von ihm erbauten Schloss Chambord.
- Keule und Löwenfell für Ludwig XIII. in Anlehnung an Herakles, Deutung als Sieg über Habsburg
- Eine Sonne für Ludwig XIV.
- Ein goldener Baum für Philipp den Kühnen
- Ein Knotenstock für Ludwig von Orleans (in der Rivalität mit Johann Ohnefurcht um Einfluss auf Karl VI. (Frankreich) gedeutet als Herausforderung, entsprechend der Devise „Ich fordere heraus“)
- Eine weiße Hirschkuh als Zeichen für Gerechtigkeit für Karl VI. (Frankreich), der sich als bien-aimé, als vielgeliebt sah.
- Hobel, Hobelspäne für Johann Ohnefurcht (interpretiert als Affront gegen Ludwig von Orleans, im Sinne von Abhobeln der Knoten vom Stock), sowie die
- Maurerkelle (im Sinne der Devise von Johann Ohnefurcht „Ich houd - Ich halte stand“[4])
- Feuerstein und Feuerstahl  für Phillipp den Guten, den von ihm gegründeten Orden vom Goldenen Vließ und das damit verbundene Haus Habsburg
- drei nach links gewendete Schlüssel für Nicolas Rolin, Kanzler Philipp des Guten
- das Andreaskreuz als Zeichen für den Apostel Andreas, ebenso für Burgund, öfter auch gekreuzte Knotenstöcke gestaltet (Burgunderkreuz)

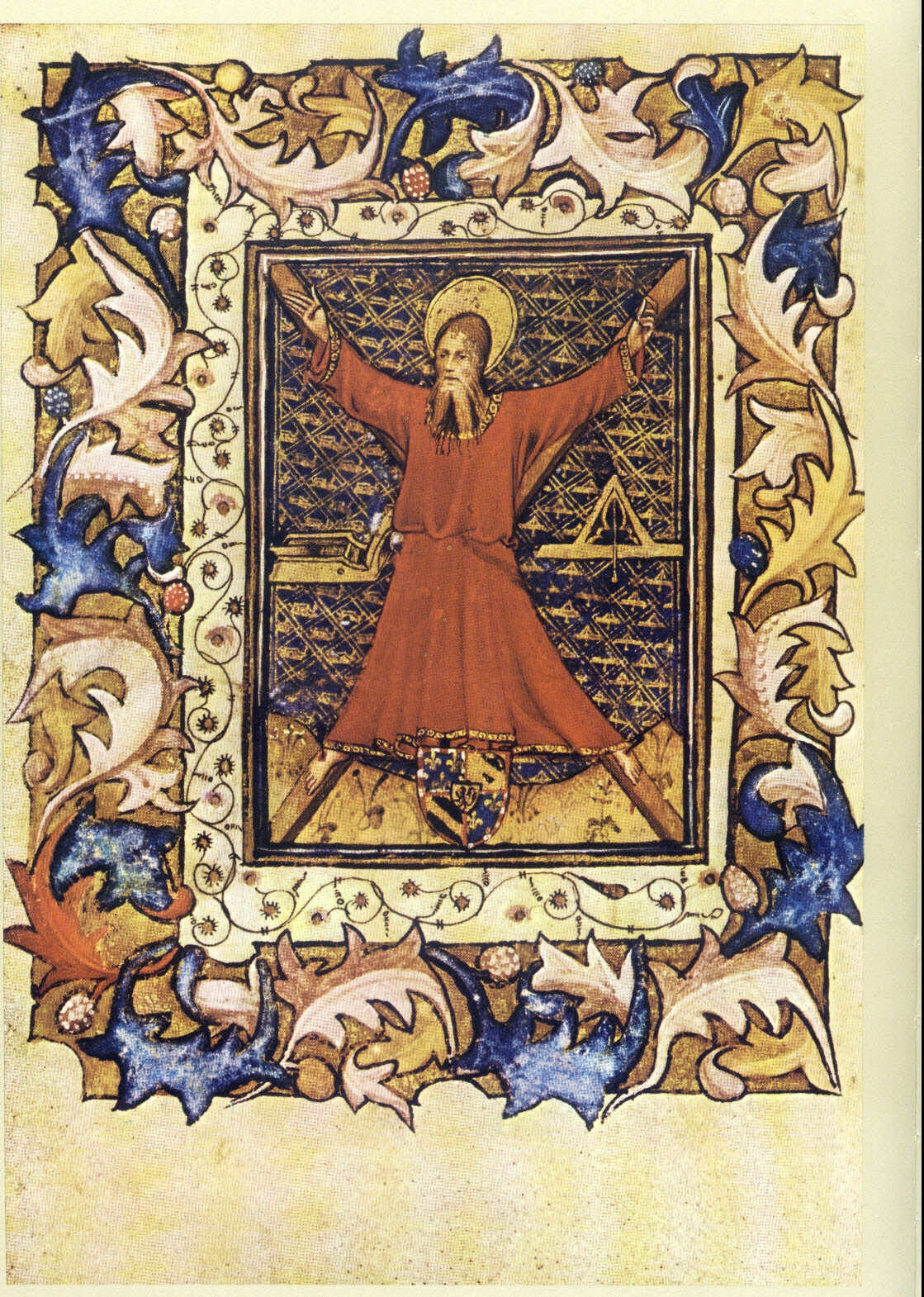
Stundenbuch Johann Ohnefurcht Apostel Andreas als Patron von Burgund zwischen Hobel (auch im Hintergrunddesign) und Maurerkelle
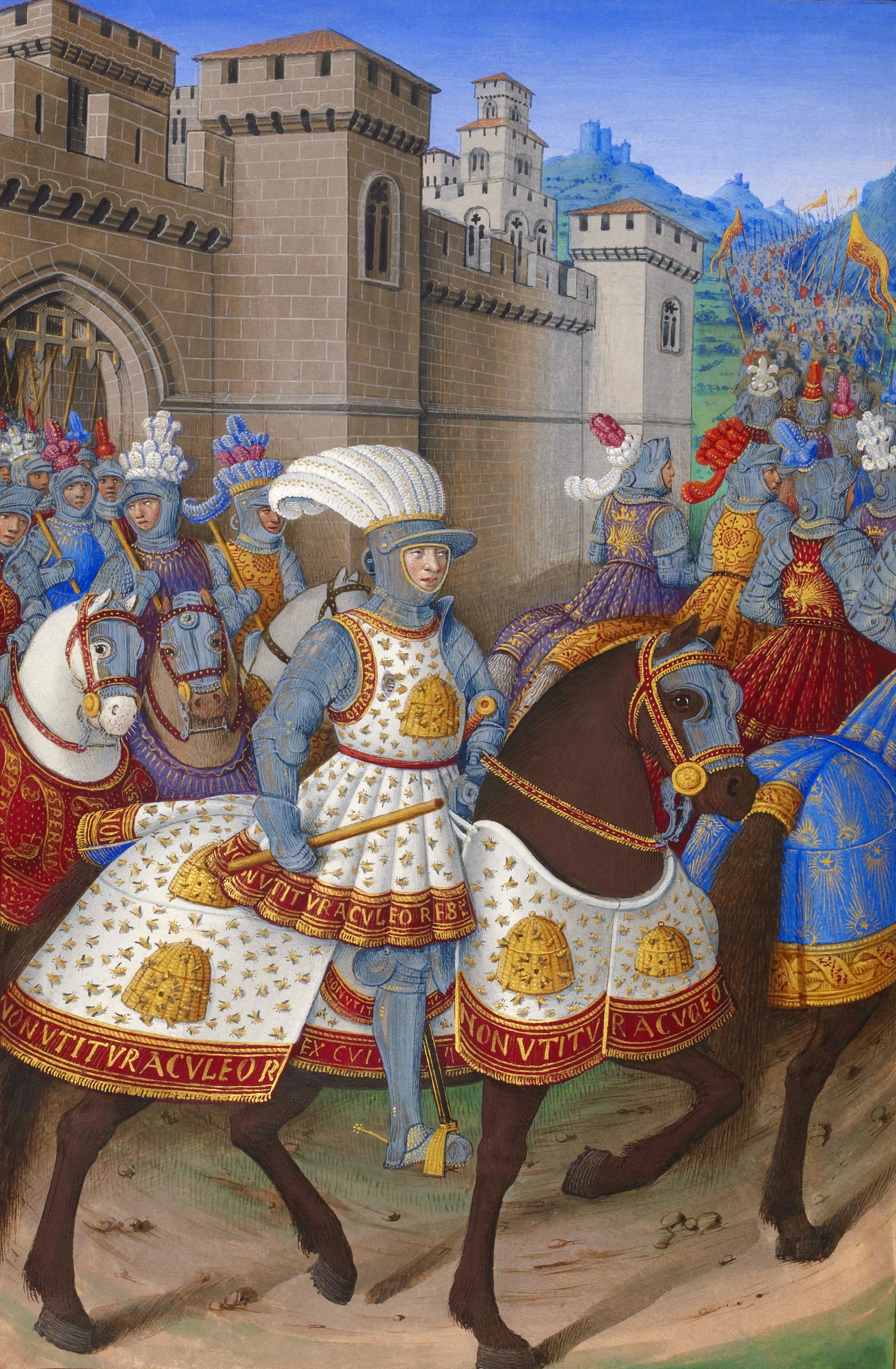
Stachelschweine auf der Tunika der Truppen von König Ludwig XII. beim Ritt nach Genua
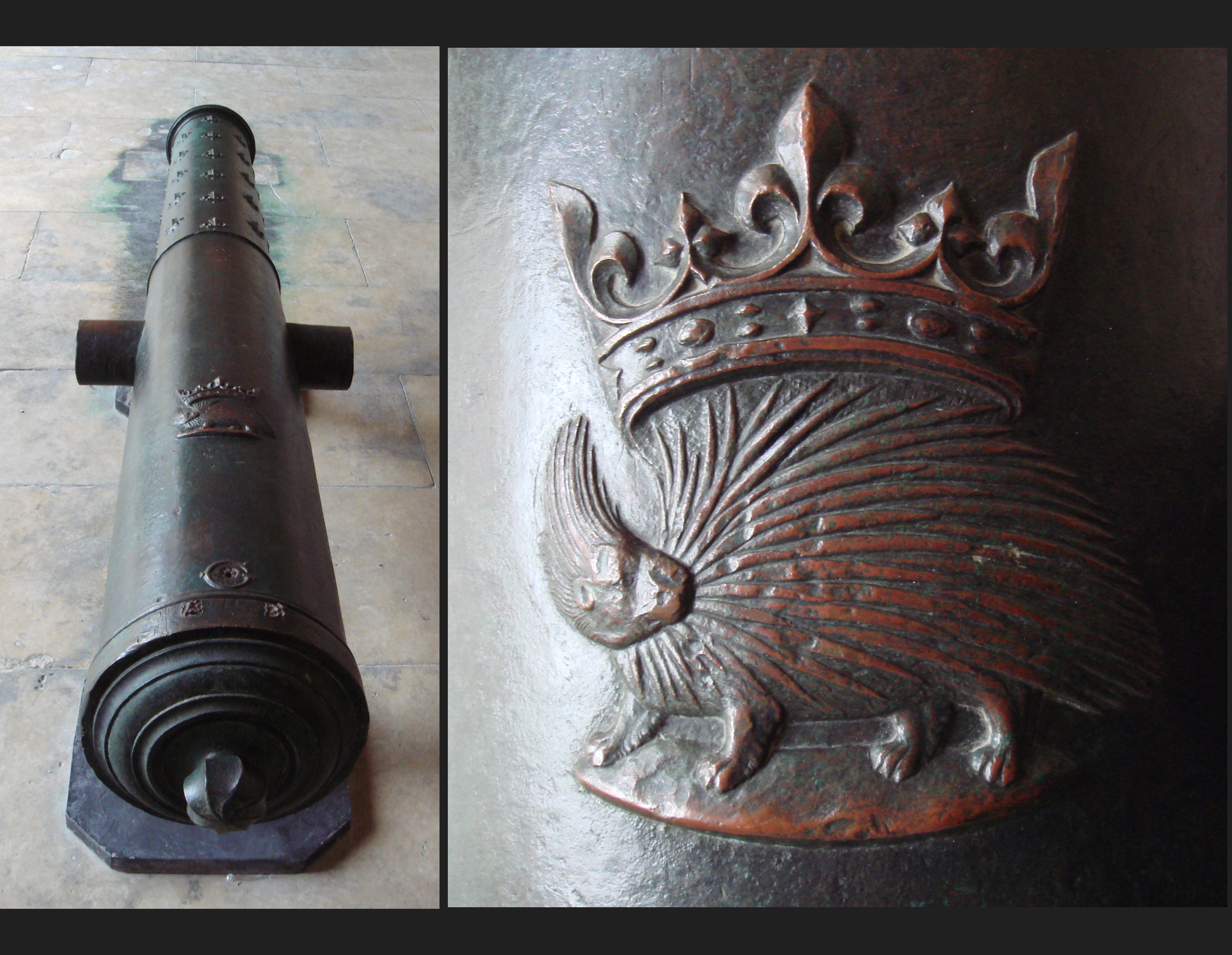
Stachelschweinwappen auf einer Bronze-Kanone Ludwigs XII.
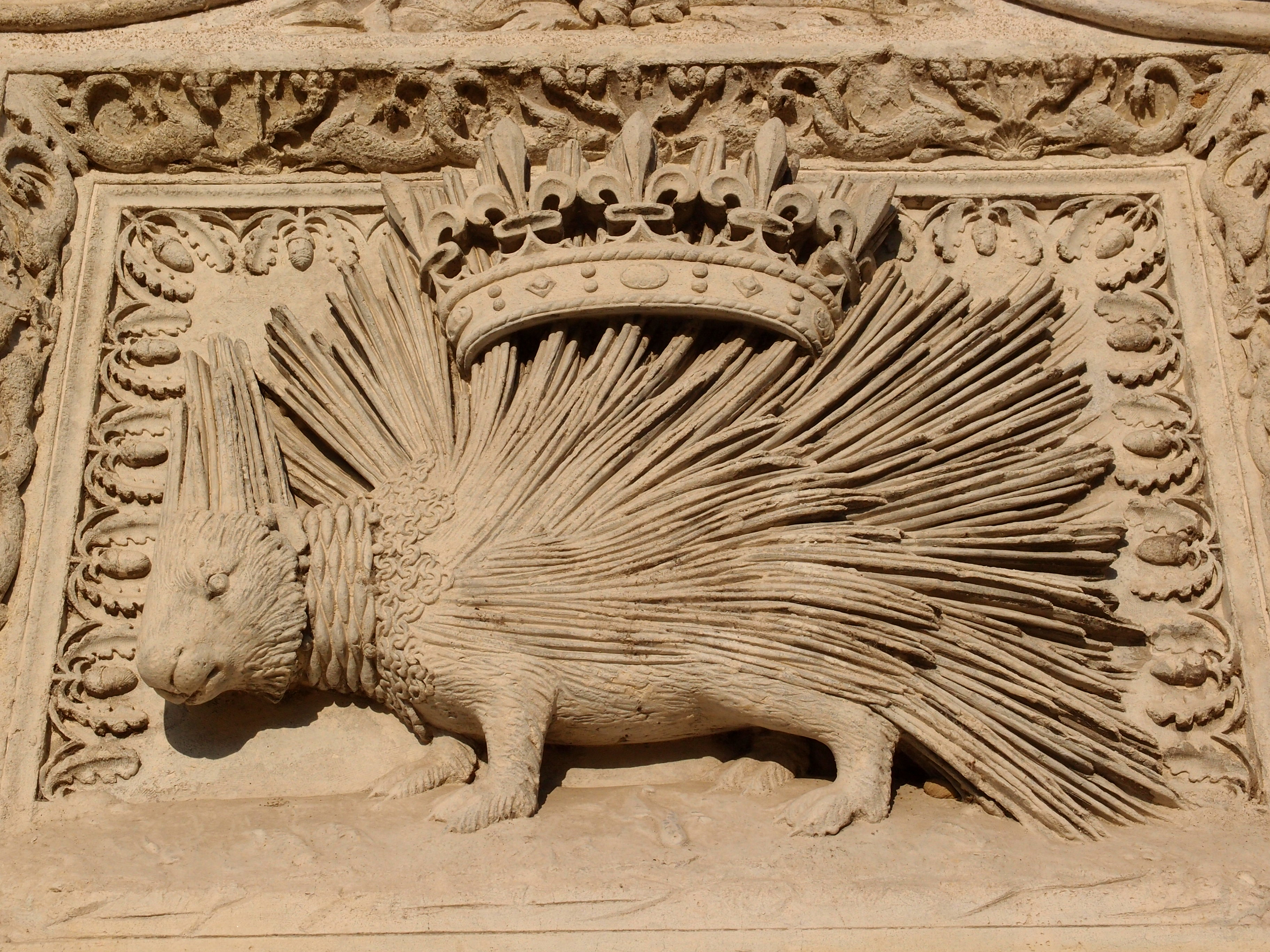
Stachelschwein, das Wappentier Ludwigs, über einem Eingang von Schloss Blois
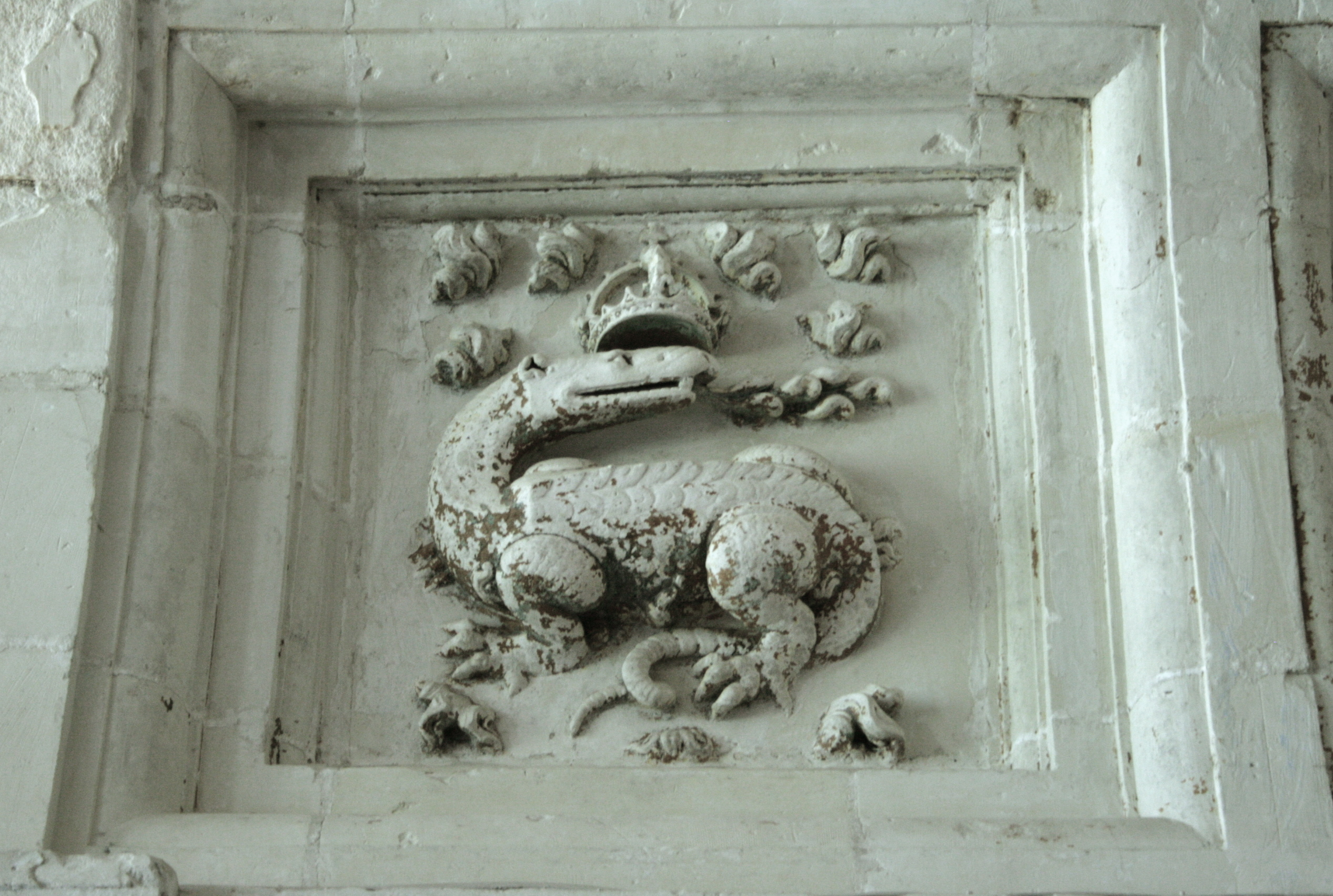
Salamander von Franz I. im Schloss Chambord
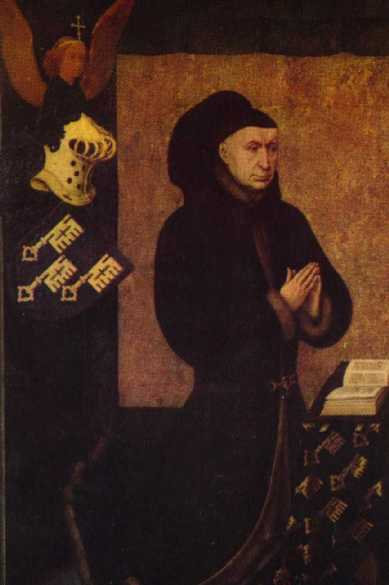
Rogier van der Weyden, Porträt von Nicolas Rolin mit seinem Badge auf der Decke am Tisch

Burgunderkreuz

#### Deutsch
Beispiele aus dem deutschsprachigen Raum:
- Die Palme für Eberhard im Bart und daran angelehnt,
- die Palme als Badge der von ihm gegründeten Universität Tübingen;
- der mehrfach gebrochene (Zick-Zack-)Balken als Allod-Zeichen der Wittelsbacher, deren Stammburg Scheyern ins Kloster Scheyern überging, das Zeichen findet sich im Gemeindewappen von Scheyern und Wappen im Landkreises Dachau wieder.

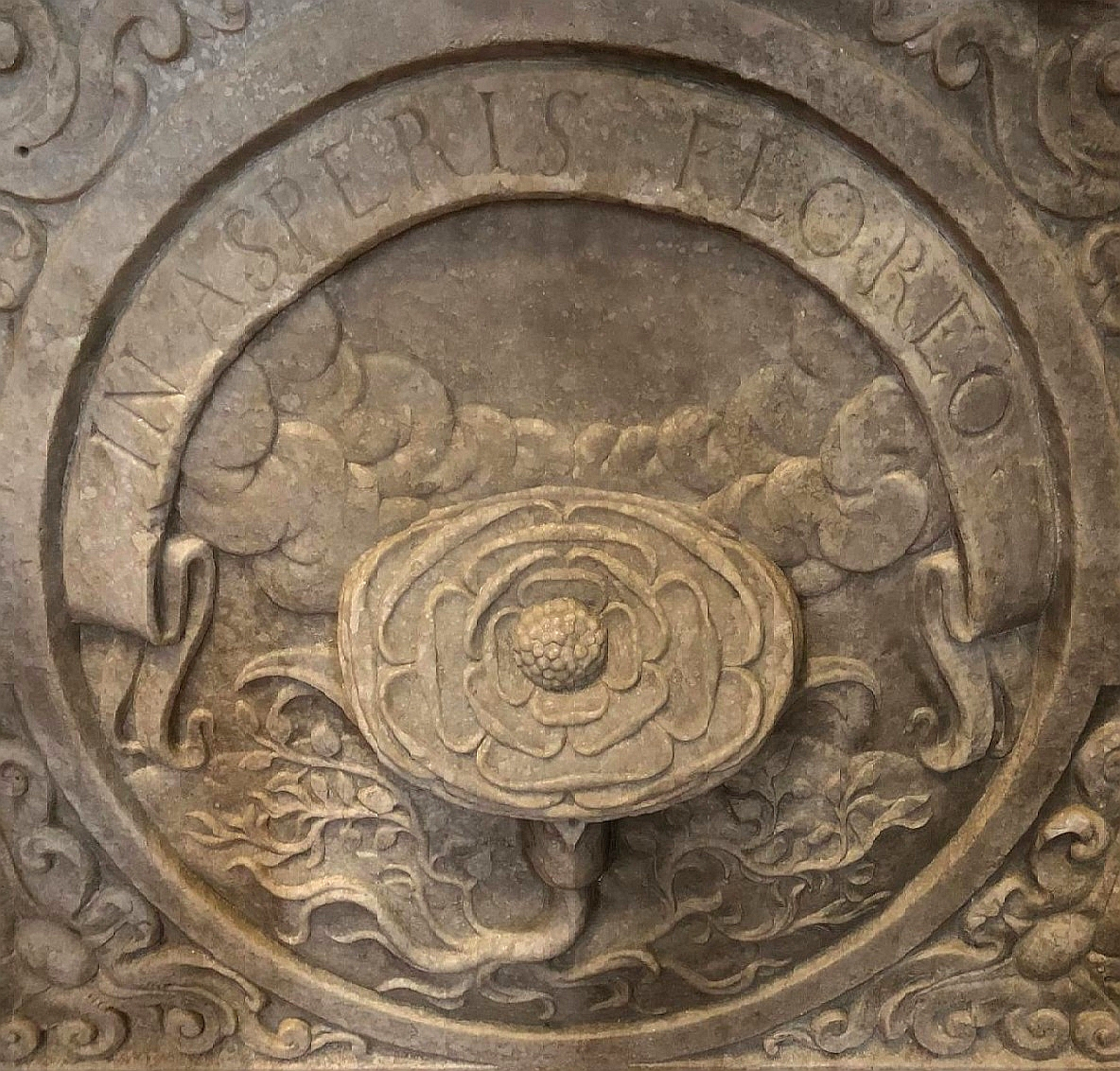
Bilddevise der Familie Trauttmansdorff
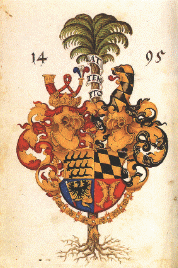
Die Palme von Eberhard im Bart
Palme in der Wort-Bild-Marke der Universität Tübingen

## Gegenwart

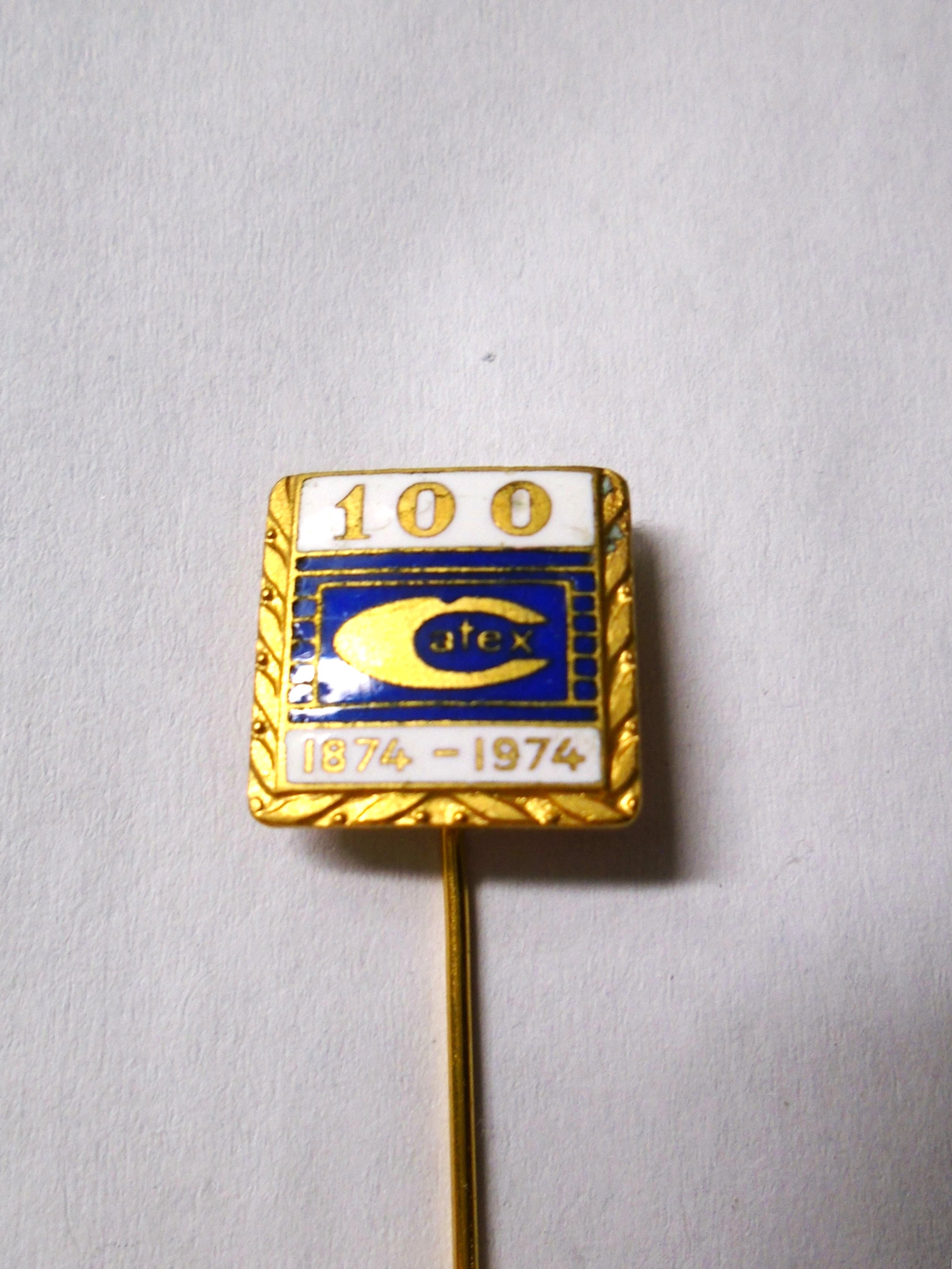
Badge der Firma Čateks, einen Textilhersteller aus Kroatien

Heutzutage wird der Begriff Badge allgemein im Zusammenhang mit Namensschildern oder Zutrittsausweisen verwendet, im Englischen beispielsweise für Polizeimarken oder sichtbar getragene ID-Anhänger mit Clip, Lanyard oder Kette. Siehe hierzu Plakette. Auch Ansteck-Buttons werden bisweilen so genannt.
Ebenso ist die Bezeichnung innerhalb von militärischen Verbänden üblich, die zumeist auf der rechten Schulter unter der Hoheitskennung das Wappen des angehörigen Verbandes tragen.
Bei Computern sind 2,5 × 2,5 cm große sogenannte Case Badges (Gehäuse-Aufkleber) als Beigabe zu diverser Hardware (und seltener auch Software) üblich, um auf dem Gehäuse für diese zu werben.
Bei Software bezeichnet ein Badge außerdem eine kleine, zusätzliche Grafik innerhalb des Symbols für ein Programm oder eine App. Diese weist den Benutzer beispielsweise darauf hin, dass es sich bei einer Datei um eine Verknüpfung handelt oder bei Messengern eine ungelesene Nachricht eingegangen ist.
Im E-Learning-Kontext ist ein Badge ein digitales Abzeichen bzw. Zertifikat, welches das Vorhandensein bestimmter Fertigkeiten oder Kenntnisse bestätigt, beispielsweise im Rahmen des Open-Badges-Systems.